# 2 Pułk Wiernych Kozaków
2 Pułk Wiernych Kozaków – oddział jazdy wojska I Rzeczypospolitej.

## Formowanie i zmiany organizacyjne
Sformowany 7 maja 1792 z nadwornych Kozaków w drodze ustawy sejmowej:

Dwa pułki kozackie, każdy z tysiąca koni złożony, z przyzwoitą liczbą właściwych takowemu gatunkowi żołnierza officyerów, sotników, attamanów w płacy do pułków przedniej straży porównanych ustanawiamy i niezwłoczny zaciąg nakazujemy.

Sformowano go z Kozaków berszadskich, korsuńskich, granowskich oraz nadwornych księcia Czartoryskiego.
Pułk miał składać się ze sztabu i ośmiu chorągwi.
W październiku 1792 2 Pułk Wiernych Kozaków został przez władze targowickie połączone z 1 pułkiem. W wyniku połączenia utworzono Kijowski pułk lekkokonny. Pułk walczył pod Dubienką (18 lipca 1792). Pułk wziął udział w bitwach pod Montwiłówką i Zieleńcami
Wiosną 1793 roku pułk został wcielony do armii rosyjskiej i przemianowany na pułk bohski.

## Obsada personalna
Korpus oficerski składał się z komendanta w randze pułkownika, majora, adiutanta z rangą porucznika, kwatermistrza-audytora w randze porucznika, sztabschirurga, ośmiu sotników i ośmiu chorążych. Łącznie w pułku powinno być 21 oficerów.
Szefowie:
- Józef Poniatowski (26 V 1792 – 10 VIII 1792)[a]
- Zakrzewski (1 IX 1792 – )
- Michał Chomętowski[b] (26 VI 1792 –)